# Euthymènes
Euthymènes  le Massaliote (Εὐθυμένης ὁ Μασσαλιώτης) est un navigateur et explorateur de la cité de Massalia (actuelle Marseille) vivant probablement dans la seconde moitié du VIe siècle av. J.-C. Son périple dans l’Atlantique sud, intitulé Périple de la mer Extérieure, le long des côtes africaines, est très mal connu : un seul fragment en a été conservé.

## Biographie
Nous savons peu de choses de la vie d'Euthymènes. Il n'est pas cité avant la période romaine dans les sources qui nous sont parvenues.
Le VIe siècle av. J.-C. est l'époque des explorations de Carthage et les Massaliotes ont sûrement voulu à leur tour lancer des voyages lointains. Les deux cités sont d'ailleurs en conflit pour le contrôle du commerce en Méditerranée occidentale et s'affrontent lors de la Bataille d'Alalia vers 540-535 av. J.-C.

### Exploration des côtes africaines
Partant explorer les côtes au-delà des Colonnes d'Hercule, il longe le rivage africain jusqu'à l'embouchure d'un grand fleuve abritant « des monstres aquatiques à peu près semblables aux crocodiles et hippopotames qui vivent dans le Nil. » Ce fleuve a été généralement identifié au fleuve Sénégal, mais cette identification ne paraît pas soutenable. La mention du nom de « Chrémétés » pour ce fleuve, donnée par certains modernes, ne figure pas dans l’unique fragment d’Euthymènes, mais provient en fait du Périple d’Hannon.
Si Euthymènes est allé aussi loin, c'est peut-être pour vérifier la présence de Carthaginois dans cette région. Les Massaliotes ont dû entendre parler d'un explorateur carthaginois nommé Hannon qui visite la même région au même moment. Mais Euthymènes ne semble rien avoir appris qui ait intéressé les Massaliotes, qui ne donneront pas suite aux explorations dans cette région.
La connexion supposée à tort par Euthymènes entre le Nil et le Sénégal s'est maintenue sur la carte hydrographique africaine jusqu'au commencement du XVIIIe siècle. Il a fallu deux mille ans, et le géographe français Delisle en 1720, pour corriger l'erreur.

## Héritage
Sénèque lui prête les propos suivants dans Naturales quaestiones (IV.2.22): 

« J'ai navigué, dit-il, sur la mer Atlantique. Elle cause le débordement du Nil, tant que les vents étésiens se soutiennent ; car c'est leur souffle qui pousse alors cette mer hors de son lit. Dès qu'ils tombent, la mer aussi redevient calme, et le Nil à sa descente déploie moins de puissance. Du reste, l'eau de cette mer est douce, et nourrit des animaux semblables à ceux du Nil. »

Selon le pseudo-Galien, il aurait constaté et fait connaître aux Grecs l'existence des marées, et aurait connu le rôle de la Lune dans ce phénomène ; mais il est plus probable que les Grecs apprirent le phénomène des marées de son compatriote Pythéas.
L'Histoire littéraire de la France consacre un chapitre à Euthymenes.
La statue d'Euthymènes, réalisée par Auguste Ottin, figure sur la façade du Palais de la Bourse sur la Canebière.